# Einfache Form
Eine einfache Form ist in literaturwissenschaftlicher und volkskundlicher Hinsicht eine vor-literarische sprachliche Gattung. Wissenschaftlich kann man die verschiedenen einfachen Formen nach Sprachtypologie und Morphologie kategorisieren. Im engeren Sinn werden unter einer einfachen Form folgende Gattungen verstanden: Mythe, Sage, Legende, Märchen, Memorabile, Kasus, Witz. Der Begriff Einfache Formen geht auf André Jolles zurück, der mit seinem gleichnamigen Buch diesen Begriff in die Wissenschaft einführte: "Wo [...] unter Herrschaft einer Geistesbeschäftigung die Vielheit und Mannigfaltigkeit des Seins und des Geschehens sich verdichtet und gestaltet, wo dieses von der Sprache in seinen letzten, nicht teilbaren Einheiten ergriffen, in sprachlichen Gebilden wiederum Sein und Geschehen zugleich meint und bedeutet, da reden wir von der Entstehung der Einfachen Form."
Die einfache Form ist dabei in ihrer ursprünglichen Form von Mündlichkeit und einer so genannten Volksläufigkeit geprägt sowie von einer bestimmten Geisteshaltung. Aus einfachen Formen können sich auch Vergegenwärtigungen (bei der Sage die Saga) und eventuell „höhere“ Kunstformen herausbilden, etwa das Kunstmärchen aus dem Volksmärchen.